# .hr
.hrはクロアチア（クロアチア語: Hrvatska）向けの国別コードトップレベルドメイン。
.hrドメインはCARNet(Croatian Academic and Research Network)の元、方針を決定するCARNet DNS Committeeと、日々の問題を解決するCARNet DNS Serviceによって管理されている。CARNet DNS Committeeは大体が学界と関連するメンバーによって構成されており、CARNet DNS ServiceはSRCEによって運営されている。
登録はそれぞれのドメインに対し、それぞれ異なる登録の規則に基づき、幾つかの異なる団体によって分担されている。.com.hrを除き、全てのドメインはクロアチアの市民であったり、永住者、登録企業であるなど、クロアチア関連でなければ登録することができない。.com.hrの第3レベルドメインだけが、クロアチアと接点がある限り、世界中の誰でも登録することができる。
第2レベルのドメインを直接登録することもできる。しかし、基本的に一団体一つに制限されている（しかし、公益に関係するプロジェクト等、追加の登録が認められている特別な分野もある）
第3レベルドメインには、個人も登録できる.iz.hr (.from.hr) のような、特殊なドメインが幾つかあり、また企業向けで無制限に登録できる.com.hrもあるが、これらを利用するよりも、.hrの下に直接第2レベルドメインを登録する方が主流である。